# Total Anarchoi
Total Anarchoi to tytuł albumu wydanego przez anarchopunkowy zespół Oi Polloi ze Szkocji. Materiał zawiera utwory studyjne a także live, został wydany przez Step-1 Records w 1996 roku.

## Utwory
1. Nuclear Waste
2. Boot Down The Door
3. Pigs For Slaughter
4. Scum
5. Thrown On The Scrap Heap
6. Punx Picnic In Prince's Street Gardens
7. Mindless Few
8. Unite And Win! (Live)
9. Omnicide (Live)
10. Americans Out (Live)
11. Pigs For Slaughter (Live)
12. Thugs In Uniforms (Live)
13. Nazi Scum (Live)
14. Nuclear Waste (Live)
15. Free The Henge (Live)
16. Punx Picnic In Prince's Street Gardens (Live)
17. State Violence, State Control (CD Bonus)
18. If The Kids Are United (CD Bonus)